# Schwarzau im Gebirge
Schwarzau im Gebirge – gmina targowa w Austrii, w kraju związkowym Dolna Austria, w powiecie Neunkirchen. Według Austriackiego Urzędu Statystycznego liczyła 668 mieszkańców (1 stycznia 2014).